# Книжный магазин Lello
Livraria Lello — книжный магазин издательства Lello & Irmão в Порту, расположенный в оригинальном здании стиля неомануэлино.
Один из старейших ныне действующих книжных магазинов Португалии, за свой необычный интерьер неоднократно включавшийся различными изданиями (в частности, The Guardian, Süddeutsche Zeitung и Lonely Planet) в списки самых красивых книжных магазинов мира.
Пользуется популярностью у фанатов книг о Гарри Поттере, так как неоднократно посещался Джоан Роулинг в период её работы в Порту преподавательницей английского языка и, предположительно, послужил прототипом магазина волшебных книг «Флориш и Блоттс». В 2020 году Джоан Роулинг опровергла эту информацию.

## История магазина и издательства
В 1858 году из Франции в Порту прибыл книготорговец и издатель Эрнешту Шардрон (порт. Ernesto Chardron, 1840—1885), основавший в 1869 году на улице Rua dos Clérigos издательство и книжный магазин Livraria Internacional и ставший на протяжении долгих лет основным издателем произведений Камилу Каштелу Бранку. Издатель публиковал также сочинения французских и португальских авторов.
Жозе Пинту де Соуза Лелу (Lelo, José Pinto de Sousa, в названии компании до сих пор используется устаревшая орфография Lello) родился в небольшой деревне провинции Траз уж Монтеш. Будучи ещё молодым, приехал в Порту для занятий коммерцией. В 1881 году на улице Алмады (rua do Almada) открыл скромный книжный магазинчик. Вскоре молодой книготороговец завоевал симпатии коллег и, в частности, Эрнешту Шардрона. После смерти Шардрона его издательство было приобретено компанией Lugan & Genelioux Sucessores. В 1894 году после смерти Женелиу Луган продал предприятие Жозе Лелу , который, таким образом, не только продавал, но также начал и издавать книги, взяв в компаньоны своего брата Антониу де Соузу Лелу (António de Sousa Lelo) и став достойным продолжателем дела Шардрона. Фамилия Шардрона продолжала оставаться в полном названии издательства: Livraria Chardron, Livraria Lello & Irmão, Lda editores. Своё настоящее название Livraria Lello издательство (и книжный магазин) обрело в 1930 году после реорганизации компании.
Братья Леллу, уже богатые буржуа из Санта-Марта-ди-Пенагиан, заказали инженеру Франсишку Шавьеру Эштевешу строительство нового здания на улице Rua das Carmelitas, где Livraria Lello, торжественно открытая 13 января 1906 года, располагается до сих пор.
Издательский дом братьев Лелу (также используется устаревшая орфография — Леллу) стал крупнейшим в Португалии, обладая в начале XX века на своих складах 3 000 наименований произведений португальских авторов. Издательство и магазин наладило связи с зарубежными коллегами, публиковало произведения лучших португальских писателей. В большом зале под колоннами установлены бюсты Камилу Каштелу Бранку, Эсы де Кейроша, Антеру де Кентала, Тома́ша Рибейру, Тео́филу Браги и Герры Жункейру.
14 декабря 1981 года здание было предложено министерству культуры Португалии для включения в список памятников культуры. Этот процесс был завершен лишь 20 сентября 2013 года, когда Livraria Lello была признана памятником общественного значения (порт. Monumento de Interesse Público).

## Архитектура
Магазин представляет собой двухэтажное здание под черепичной крышей.
Парадный фасад выполнен в стиле неомануэлино с элементами стилистики модерн. Две фигуры, представляющие Искусство и Науку, изображены профессором Жозе Билманом. Надпись над входом «Леллу & Брат» (порт. «Lello & Irmão») выполнена большими готическими буквами.
В интерьере, где присутствуют детали ар-деко, доминирует причудливая раздваивающаяся лестница с резной оградой, соединяющая первый этаж с галереей на втором. В центре потолка — витраж размером 8 на 3.5 метра с монограммой владельцев и их девизом «Честь в труде» (лат. «Decus in Labore»). Декоративные элементы потолка выполнены окрашенной штукатуркой, имитирующей резное дерево.
В здании все ещё сохраняются рельсы и деревянная тележка, когда-то использовавшиеся для перемещения книг между полками.

## Галерея

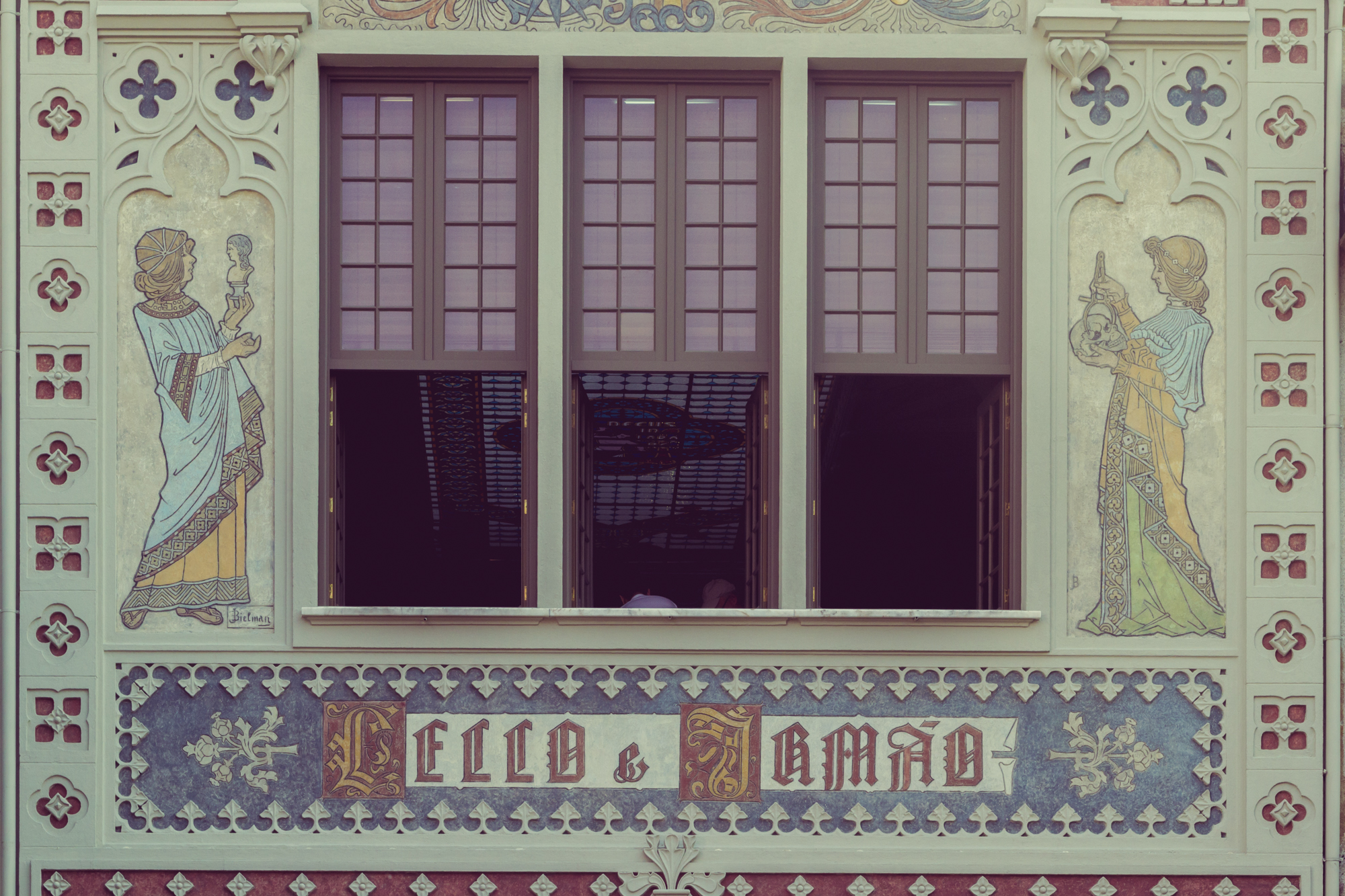
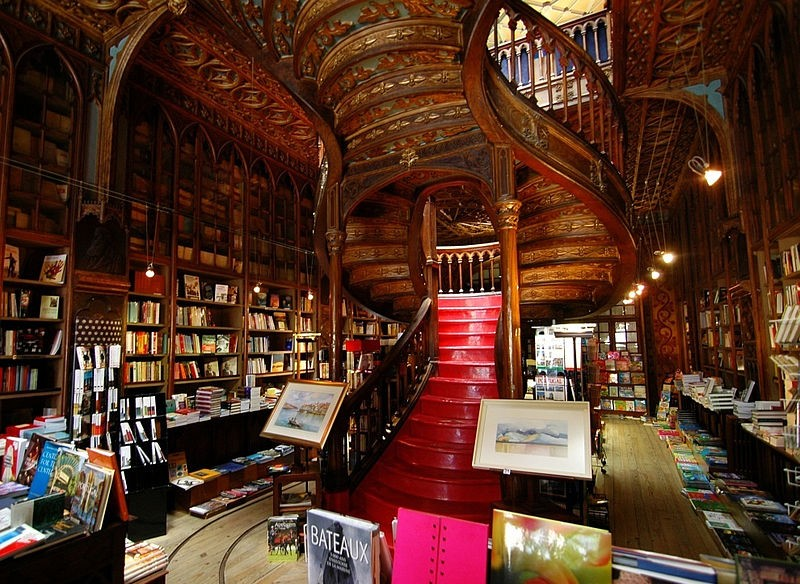
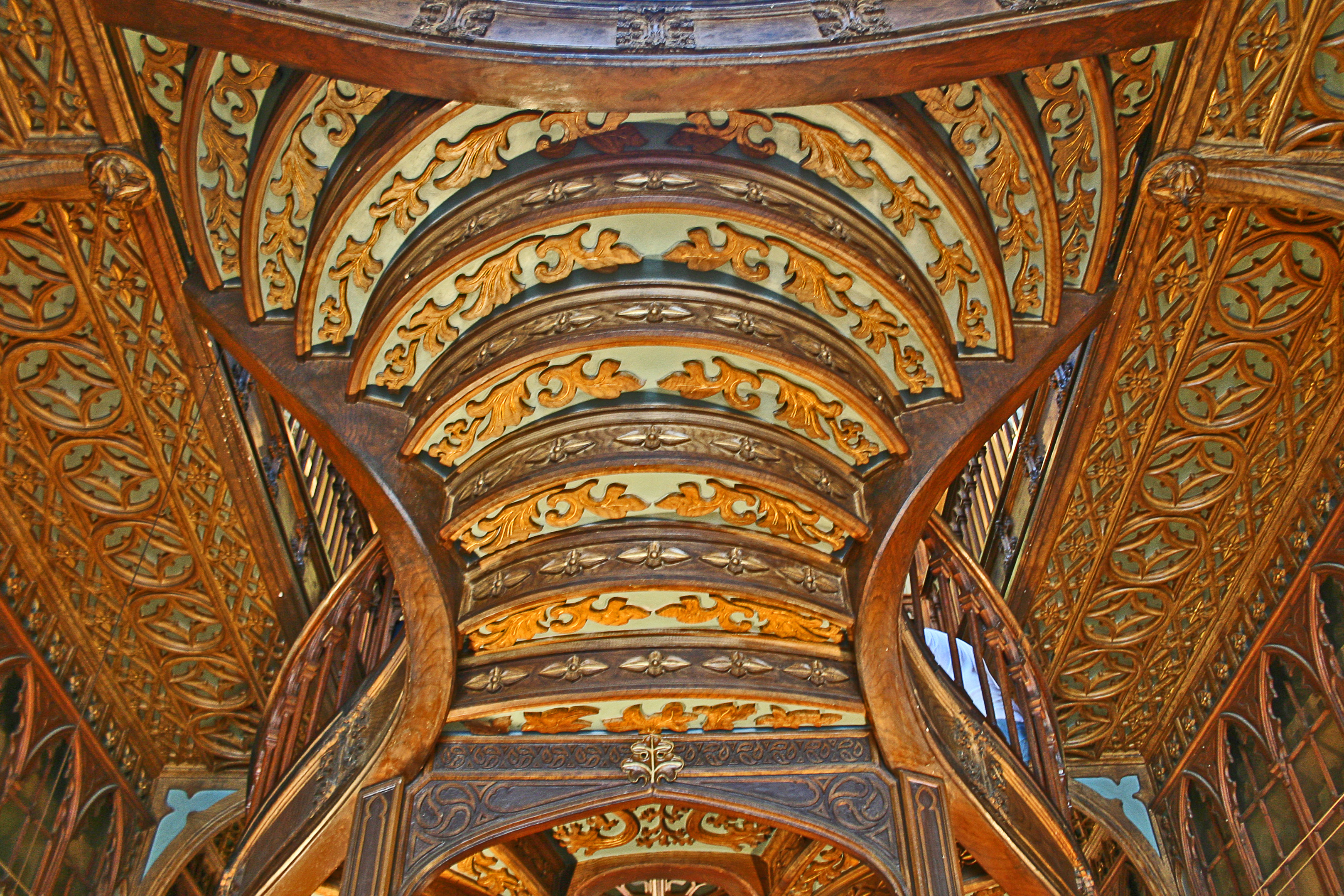
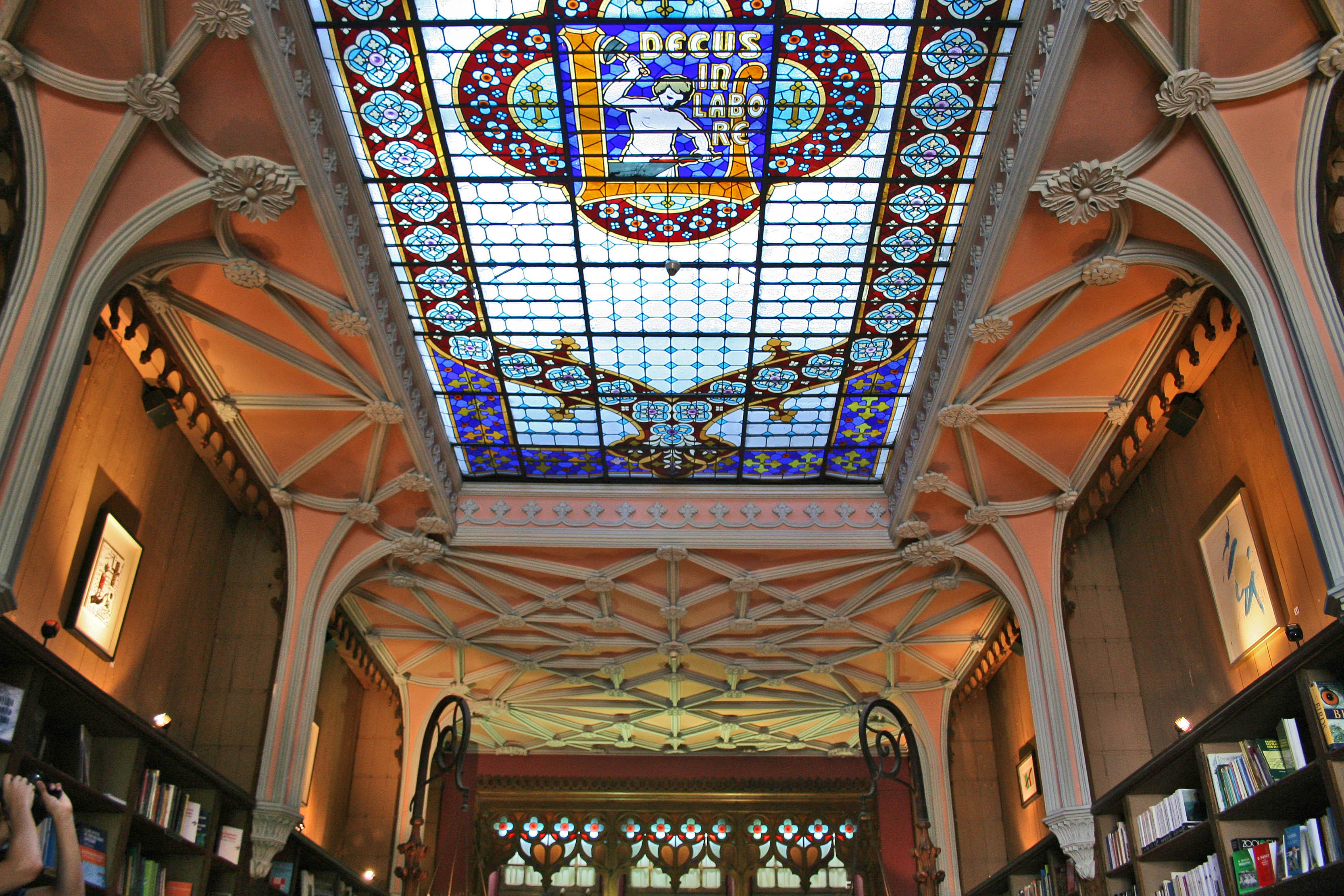
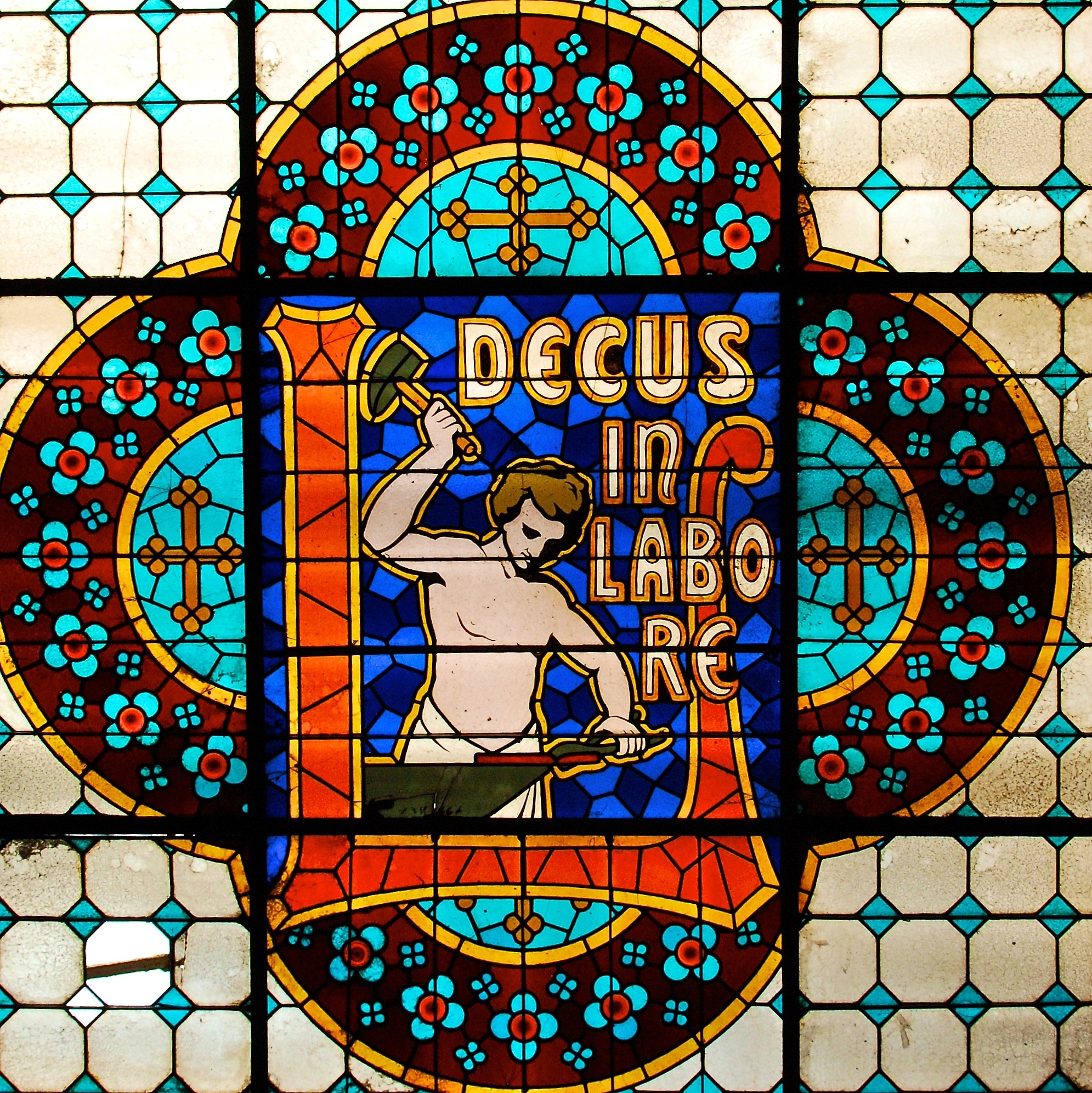